# パブロ・レデスマ
パブロ・マルティン・レデスマ（Pablo Martín Ledesma, 1984年2月4日 - ）は、アルゼンチン・コルドバ州出身の元同国代表サッカー選手。現役時代のポジションはミッドフィールダー。

## 経歴
地元コルドバ州のCAタジェレスで、プロとしてのキャリアをスタート。
その後ボカ・ジュニアーズへと移籍し、2003年7月12日のCAコロン戦でデビュー。2006年頃からはスタメンに名を連ねるようになった。著しい成長を見せたのは2007年のコパ・リベルタドーレスで、中盤を攻守ともに支え優勝に貢献した。同年12月のFIFAクラブワールドカップ決勝ACミラン戦では1ゴールを記録したが、その3分後に退場した。2008年にカルロス・イスチア監督が就任するとスタメンから外れるようになり、主力を温存させるリーグ戦での出場が専らとなる。
2008年7月3日、イタリアのカルチョ・カターニアに移籍した。
2015年1月23日、CAコロンに加入した。

## タイトル
ボカ・ジュニアーズ
- プリメーラ・ディビシオン : 2003-04A, 2005-06A, 2005-06C
- コパ・リベルタドーレス : 2007
- コパ・スダメリカーナ : 2004, 2005
- レコパ・スダメリカーナ : 2005, 2006